# 邦彼得罗
邦彼得罗（義大利語：Bompietro）是意大利西西里大区巴勒莫广域市的一个市镇。总面积42.4平方公里，人口1507人，人口密度35.5人/平方公里（2009年）。ISTAT代码为082012。